# Сипарис, Римантас Юозович
Римантас Юозович Сипа́рис (12 ноября 1927, Каунас, Литва — 10 декабря 1990, Вильнюс, Литовская ССР, СССР) — советский литовский оперный певец (бас). Народный артист Литовской ССР (1964). Лауреат Сталинской премии третьей степени (1951).

## Биография
Р. Ю. Сипарис родился 12 ноября 1927 года в Каунасе. С 1948 года солист, с 1977 года главный режиссёр ЛитАТОБ. Профессор кафедры оперной подготовки Литовской консерватории. Р. Ю. Сипарис умер 10 декабря 1990 года в Вильнюсе.
Отец — народный артист СССР Ю. В. Сипарис.

## Творчество

### Оперные партии
- «Евгений Онегин» П. И. Чайковского — Гремин
- «Иоланта» П. И. Чайковского — Рене
- «Борис Годунов» М. П. Мусоргского — Борис Годунов
- «Русалка» А. С. Даргомыжского — Мельник
- «Моцарт и Сальери» Н. А. Римского-Корсакова — Сальери
- «Любовь к трём апельсинам» С. С. Прокофьева — Король Треф
- «Фауст» Ш. Гуно — Мефистофель
- «Дон Карлос» Дж. Верди — Филипп II
- «Лакме» Л. Делиба — Никаланта
- «Марите» А. Рачюнаса — Бучелис

## Награды и премии
- народный артист Литовской ССР (1964)
- Сталинская премия третьей степени (1951) — за исполнение партии в оперном спектакле «От всего сердца» Г. Л. Жуковского
- Государственная премия Литовской ССР (1960)